# Superphylum
Il superphylum (in genere reso al plurale con superphyla) è una suddivisione tassonomica del regno animale e del regno vegetale. Raggruppa più phyla all'interno di uno stesso sottoregno.
Come altre suddivisioni di alto livello degli esseri viventi viene preferibilmente definito dagli studiosi in modo da raggruppare entità di livello tassonomico inferiore che abbiano un'origine comune.
Non tutti i phyla sono raggruppati in superphyla; questi infatti, analogamente a quanto capita per altre unità tassonomiche quali ad esempio le tribù o gli infraordini, vengono definiti solo nelle linee evolutive che presentano al loro interno maggiore variabilità.